# Дворец культуры (Выборг)
Выборгский дворец культуры — трёхэтажное здание в центре города Выборга, построенное в 1886 году по проекту архитектора Ф. А. Шёстрёма. Бывшее здание школы, перестроенное в 1967 году в дворец культуры, включено в перечень памятников архитектуры.

## История
При императоре Александре II в Великом княжестве Финляндском стала расширяться сеть финноязычных школ, соответствовавших начальным народным училищам Российской империи: вместо малочисленных лютеранских церковно-приходских школ по проекту У. Сигнеуса местными властями создавались народные школы, численность учеников в которых постоянно возрастала. Образовательное законодательство содержало требования к школьным зданиям, контроль над соблюдением которых осуществлялся школьным управлением. Двухэтажное здание Выборгской народной школы, построенное в 1868 году, некоторое время спустя перестало соответствовать установленным нормам по площади, поэтому по проекту архитектора Ф. А. Шёстрёма, специализировавшегося на строительстве общественных зданий,  в 1884—1886 годах был возведён новый трёхэтажный школьный корпус, значительно превосходящий старый своими размерами. 
Здание, обращённое фасадом к центральному городскому парку, относят к числу лучших построек, предназначенных для выборгских учебных заведений. Симметричный фасад, оформленный в духе итальянского Возрождения, с высокими широкими двухчастными окнами и рустованным первым этажом, напоминает фасад Политехнической школы, построенной в 1877 году по проекту того же архитектора. В плане здание имеет Т-образную форму. Первоначально вытянутая в сторону Выборгского почтамта часть здания была короче и завершалась полукруглой пристройкой, напоминающей апсиду: в ней размещались спортивный зал (на первом этаже) и большой актовый зал и помещение сцены (на втором этаже). В связи с отсутствием в Выборге отдельного концертного зала эти помещения стали использоваться для концертов и праздничных мероприятий общегородского значения. 
В здании, наряду с шестнадцатью классными комнатами и двумя учительскими, были спроектированы широкие рекреации.
Работа школы прекратилась в результате советско-финских войн (1939—1944). После советско-финской войны (1939—1940) в школьном здании открылся гарнизонный дом Красной армии, при котором действовала семилетняя школа для взрослых. А в 1941 году, в ходе Великой Отечественной войны, здание полностью выгорело. Отремонтировали его только к юбилейному 1967 году, перестроив в дворец культуры «50 лет Октября» (в ознаменование 50-летней годовщины Октябрьской революции; в связи с этим в просторечии дворец именуется «Полтинник»). В ходе ремонта в связи с расширением сцены и концертного зала «апсида» была перестроена, утратив округлую форму, а окна бокового фасада заложены. Изменилось и назначение помещений  (в частности, спортивный зал стал танцевальным, где в 70-х годах прошлого века проводились вечера отдыха для молодёжи: танцы и праздничные балы под выступления вокально-инструментального ансамбля «Орфей», исполнявшего кавер-версии композиций отечественных ВИА, а также популярных западных рок-групп), однако общий стиль и фасадные украшения постройки были сохранены.
В советское время крупнейшее в городе учреждение культуры, место проведения важнейших городских концертов и торжественных мероприятий, пользовалось поддержкой градообразующего предприятия — Выборгского судостроительного завода, во дворце находился ведомственный музей завода. 
Постановлением Совета министров РСФСР от 18 февраля 1964 года № 203 «О внедрении в быт советских людей новых гражданских обрядов» было предписано создавать органам ЗАГС надлежащие условия для работы, выделять им соответствующие залы для проведения обрядов. Поэтому до открытия Выборгского дворца бракосочетания во дворце культуры проводились торжественные брачные церемонии. 
После распада СССР здание стало называться муниципальным дворцом культуры.